# Warren William
Warren William nascido Warren William Krech (Aitkin, Minnesota, 2 de Dezembro de 1894-Hollywood, Califórnia, 24 de Setembro de 1948) foi um premiado ator norte americano, conhecido pelos seus papéis em filmes de comédia e aventura.

## Biografia
Warren William Krech nasceu em 2 de Dezembro de 1894, em Aitkin, Minnesota. Filho de um editor de jornal, o sonho de William sempre foi se tornar jornalista, porém mudou seus planos e ao invés disso foi para a American Academy of Dramatic Arts onde estudou para se tornar ator.
Serviu no exército da França durante a I Guerra Mundial, e permaneceu no mesmo país após o fim da guerra, quando entrou em uma companhia teatral. Estreou na Broadway em 1924 interpretando William Warren no musical de HG Wells: The Wonderful Visit. William apareceu em outros 17 musicais da Broadway entre 1924 e 1930, também fez três filmes mudos, sob seu próprio nome, Warren Krech. Além disso Warren participou da produção The Town That Forgot God (1922)(A Cidade Esquecida por Deus). Em 1923, interpretou um pequeno papel creditado no elenco de apoio de "Perils of Pauline" no mesmo ano participou do filme Plunder,  e em 1927 de Twelve Miles Out
Em 1931, comprou ações da Warner Bros. estúdio que lhe deu fama mundial. Foi protagonista de seu primeiro filme com som: Honor of the Family (1931), adaptação do romance Le Cousin Pons, de Honoré de Balzac.
Depois de fazer sua primeira aparição no cinema como detetive Vance, William voltou às suas raízes, uma sala de advogados, juízes, participando da série de filmes Perry Mason (Warner Bros.) escolhido como o primeiro intérprete de Perry Mason advogado fictício criado por Erle Stanley Gardner, em The Case of the Howling Dog  (1934). Depois de quatro filmes, ele foi substituído 1936 pelo ex-galã da tela silenciosa Ricardo Cortez que havia interpretado Sam Spade, no original The Maltese Falcon (1931).
Foi casado com Helen Barbara Nelson, porém nunca teve filhos.
Warren William morreu em Hollywood, Califórnia a 24 de Setembro de 1948 com um mieloma múltiplo, sua esposa morreu meses depois.

## Papéis
- Laroche-Mathieu em The Private Affairs of Bel Ami (1947)
- Capitão Burke em Fear (1946)
- Brett Curtis em Strange Illusion (1945)
- Michael Lanyard/The Lone Wolf em Passport to Suez (1943)
- Michael Lanyard/The Lone Wolf em One Dangerous Night (1943)
- Michael Lanyard em Counter-Espionage (1942)
- Harry Farrel em Wild Bill Hickok Rides (1942)
- Dr. Lloyd em The Wolf Man (1941)
- Michael Lanyard em Secrets of the Lone Wolf (1941)
- Blackie Bedford em Wild Geese Calling (1941)
- Michael Lanyard em The Lone Wolf Takes a Chance (1941)
- Mark Dawson/George Trent em Trail of the Vigilantes (1940)
- Jefferson Carteret em Arizona (1940)
- Michael Lanyard em The Lone Wolf Keeps a Date (1940)
- Michael Lanyard em The Lone Wolf Meets a Lady (1940)
- Jesse Lewisohn em Lillian Russell (1940)
- Michael Lanyard em The Lone Wolf Strikes (1940)
- Bernard Dexter em Day-Time Wife (1939)
- D'Artagnan em The Man in the Iron Mask (1939)
- Philo Vance em The Gracie Allen Murder Case (1939)
- Michael Lanyard em The Lone Wolf Spy Hunt (1939)
- Delegado Distrital Jim Stowell em Wives Under Suspicion (1938)
- Harry Borden em The First Hundred Years (1938)
- Steve Emerson em Arsène Lupin Returns (1938)
- Bernard Fleuriot em Madame X (1937)
- Colonel de Rouchemont em The Firefly (1937)
- Blackie Denbo em Midight Madonna (1937)
- Dr. Wendell Phillips/Phil Jones em Outcast (1937)
- Morgan em Go West, Young Man (1936)
- Fred Harris em Stage Struck (1936)
- Perry Mason em The Case of the Velvet Claws (filme) (1936)
- Stephen 'Steve' Archer em Imitation of Life (1934)
- J. Lawrence Bradford em Gold Diggers of 1933 (1933)
- Mr. Jones em Plunder (seriado, 1923, creditado Warren Krech)